# Filarum manserichense
Filarum manserichense är en kallaväxtart som beskrevs av Dan Henry Nicolson. Filarum manserichense ingår i släktet Filarum och familjen kallaväxter. Inga underarter finns listade.